# Johannes David Wilhelm Schulz

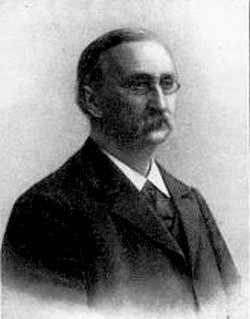
Wilhelm Schulz

Johannes David Wilhelm Schulz, genannt Wilhelm Schulz (* 26. Dezember 1841 in Berlin; † 1. April 1900 in Aachen) war ein deutscher Bergbeamter und Hochschullehrer.

## Leben
Schulz war in Zabrze als Kgl. preußischer Bergassessor und Berginspektor tätig. Zum 1. Juli 1874 wechselte er als Direktor an die Bergschule Zwickau, wo er bis zum 1. April 1881 lehrte. Er erhielt einen Ruf an die Technische Hochschule Aachen als Professor für Bergbaukunde und Bergrecht.
Schulz hatte (mindestens) einen Sohn, den am 10. August 1880 in Zwickau geborenen späteren Bergrat und Professor in Clausthal, Wilhelm Schulz.
Schulz starb im Jahre 1900 in Aachen.

## Werke
- Wirklichkeit, Aberglaube und Sage bei den deutschen Bergknappen der Vergangenheit. Öffentlicher Vortrag gehalten in der Aula der Kgl. technischen Hochschule zu Aachen. Graz und Gerlach, Freiberg 1890.
- Die Entwickelung des Bergbaus im brandenburg-preußischen Staate. Rede zum Geburtsfeste Sr. Majestät des Kaisers und Königs in der Aula der Königlichen Technischen Hochschule zu Aachen; am 27. Januar 1889 gehalten. La Ruelle, Aachen 1889.